# Lake County (South Dakota)
Lake County ist ein County im Bundesstaat South Dakota der Vereinigten Staaten. Das U.S. Census Bureau hat bei der Volkszählung 2020 eine Einwohnerzahl von 11.059 ermittelt. Der Verwaltungssitz (County Seat) ist Madison.

## Geographie
Das County hat eine Fläche von 1.489 Quadratkilometern; davon sind 31 Quadratkilometer (2,06 Prozent) Wasserflächen. Er grenzt im Uhrzeigersinn an die Countys Brookings County im Nordosten, Moody County, Minnehaha County, McCook County, Miner County und den Kingsbury County im Nordwesten.

## Geschichte
Das County wurde am 8. Januar 1873 gegründet und ist nach den vielen Seen (eng.: „lakes“) in der Gegend benannt.

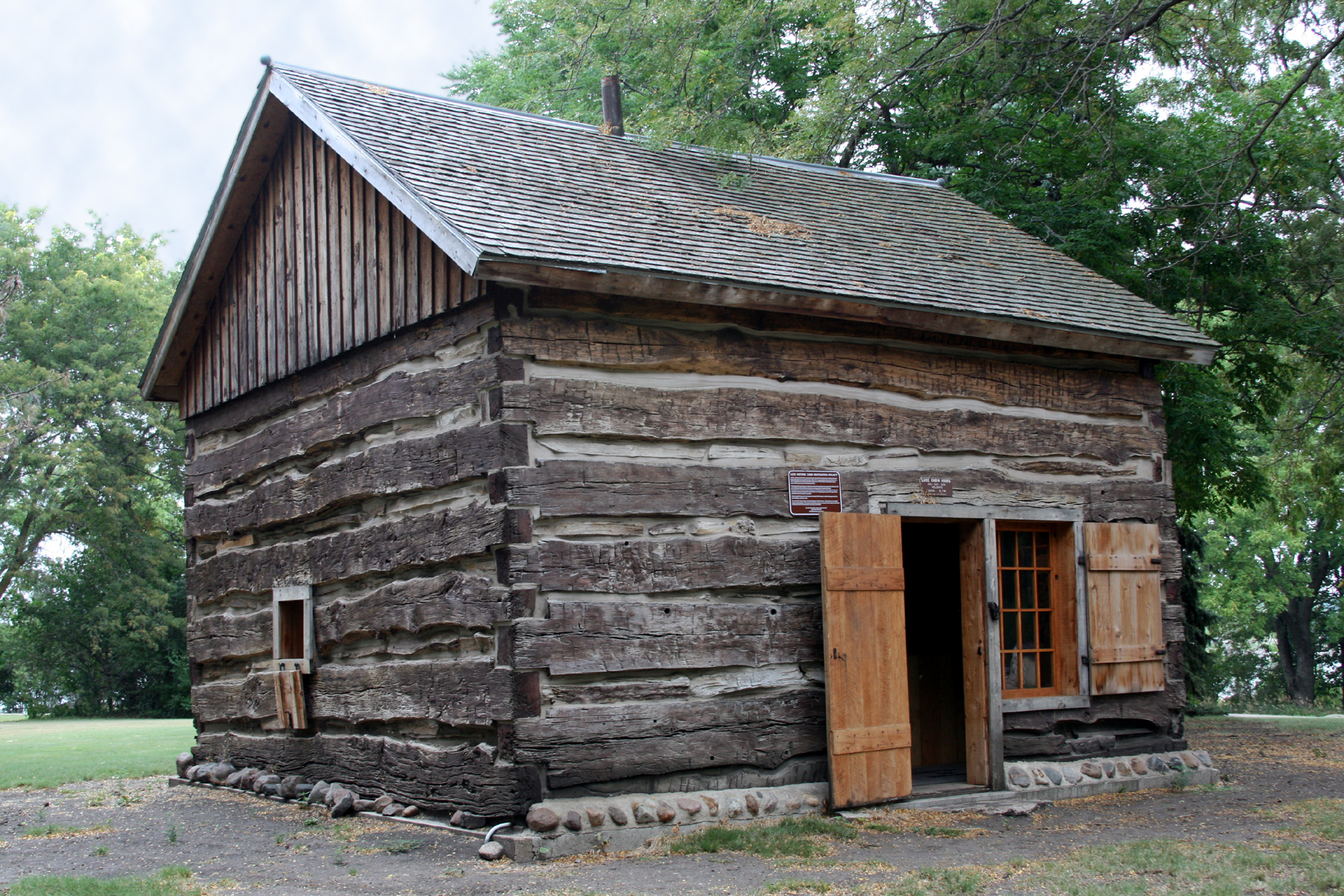
Die Herman Luce Cabin ist einer von 15 Einträgen des Countys im NRHP.

15 Bauwerke und Stätten des Countys sind im National Register of Historic Places (NRHP) eingetragen (Stand 2. August 2018).

## Städte und Gemeinden
- Städte (cities)
  - Madison

- Gemeinden (towns)
  - Nunda
  - Ramona
  - Wentworth

## Townships
Der Bezirk teilt sich in 16 Townships: Badus, Chester, Clarno, Concord, Farmington, Franklin, Herman, Lake View, Le Roy, Nunda, Orland, Rutland, Summit, Wayne, Wentworth und Winfred.

## Seen
Im Lake County gibt es mehrere Seen, die dem County seinen Namen gaben: Buffalo Slough, Brandt Lake, Davis Slough, Gilman Lake, Green Lake, Lake Badus, Lake Herman, Lake Madison, Long Lake, Mud Lake, Pelican Lake und der Round Lake.

## Highways
Durch den Lake County führen folgende Highways:
- U.S. Highway 81
- South Dakota Highway 19
- South Dakota Highway 34